# نیو ویرد امریکا
نیو ویرد اَمِریکا (انگلیسی: New Weird America) سبکی از موسیقی راک است که در دهه ۲۰۰۰ میلادی در آمریکا ظهور کرد و رجعتی مستقیم به موسیقی سایکدلیک راک و فولکِ گروه‌هایی همچون هولی مودال راوندرز (The Holy Modal Rounders)، کامِس (Comus)، دانوان (Donovan)، پنتَنگل (Pentangle) و اینکردیبل استرینگ بند (The Incredible String Band) دارد. این بازگشت غالباً با چاشنی غرابتِ موسیقی بیرون‌ازگود (Outsider music) همراه است. از هنرمندان و گروه‌های نیو ویرد اَمریکا می‌توان اسپرز، دیوندرا بنهارت و ژوزفین فاستر را نام برد.